# 關西 (大字)
關西，原名鹹菜硼，是臺灣新竹縣關西鎮的一個傳統地域名稱，也是該鎮行政及商業中心，位於該鎮中部。相較於今日行政區，其範圍大致包括北斗里、西安里、東興里、南雄里、南山里東北端鳳山溪北地區。

## 歷史
台灣清治末期至日治初期，關西地區為一街庄，稱為「鹹菜硼街」，隸屬於竹北二堡。該街北邊及東邊北段與拱仔溝庄為鄰，東邊中段與牛欄河庄為鄰，東邊南段隔牛欄河支流及主流與三墩庄為界，南邊隔鳳山溪與上南片庄為界，西邊為店仔崗庄。
1901年（日治明治三十四年）11月，全台廢縣廳改設二十廳，該街隸屬於新竹廳。1909年（明治四十二年）10月，合併二十廳為十二廳，該庄隸屬不變。1920年（大正九年），廢十二廳改設五州二廳，該街改制並改名為「關西」大字，隸屬於新竹州中壢郡關西庄，大字下有「關西」、「北門口」小字名。1941年，關西庄升格為關西街。
戰後關西街改制為關西鎮，隸屬於新竹縣，大字亦改制為里。1950年桃、竹、苗分治，關西鎮隸屬不變。

## 交通
國道3號又稱「福爾摩沙高速公路」，是貫穿台灣西部的兩條縱向高速公路之一，大致以開口向東南東—西北西走向經過關西地區北部，並在西部邊界地帶設有關西交流道，可與縣道118號相通，由此進入可快速前往台灣西部各地。
縣道118號（正義路、中山路、中豐路一段）是舊港至羅浮的道路，也是鳳山溪流域的主要連絡道路，大致以西北—東南走向轉縱向進入市區街道，後兩次直角轉彎後再轉為西北—東南走向離境，向西北可前往新埔、竹北、南寮並止於縣道122號路口，向東南轉南再轉東可前往馬武督、羅浮並止於省道台7線路口。
鄉道竹16線（中山路）是土地公埔至關西的道路，也是鳯山溪中游地區南岸的主要連絡道路，其東側端點位於本地區西南部的關西國小附近。由此向西不久過鳳山溪橋成為該溪南岸道路，可前往坪林、下南片、內立並止於犂頭山地區土地公埔附近的縣道118號路口。
鄉道竹25線（中正路）是關西至鹿寮坑的道路，其北側端點位於本地區南部鄉道竹16線路口。由北向南可前往燥坑、鹿寮坑中部並止於鄉道竹26線路口。
鄉道竹27線（光明路）是六福村至關西的道路，其南側端點位於本地區中部縣道118號路口。由此向東北轉北出境可前往六福村附近位於縣界的鄉道竹18線路口。

## 學校
- 關西國中
- 關西國小

## 文化資產
- 關西太和宮（縣定古蹟）
- 關西分駐所（縣定古蹟）
- 關西鄭氏祠堂（縣定古蹟）
- 關西臺灣紅茶公司（歷史建築）
- 關西樹德醫院（歷史建築）

## 其他廟宇
- 關西石爺亭（石神廟）